# دكتاتورية الديمقراطية الشعبية
دكتاتورية الديمقراطية الشعبية هي عبارة تم دمجها في دستور جمهورية الصين الشعبية من قبل ماو تسي تونغ رئيس الحزب الشيوعي الصيني آنذاك. يشبه مفهوم الحكومة وشكلها مفهوم الديمقراطية الشعبية، الذي تم تنفيذه في عدد من دول وسط وشرق أوروبا الشيوعية التي يسيطر عليها الشيوعيون بتوجيه من الاتحاد السوفيتي.
إن فرضية «دكتاتورية الشعب الديموقراطية» هي أن الحزب الشيوعي الصيني والدولة يمثلان ويعملان نيابة عن الشعب، ولكن في الحفاظ على ديكتاتورية البروليتاريا، يمتلكان وقد يستخدمان سلطات ضد القوى الرجعية. يتضمّن مفهوم ديكتاتورية الشعب الديمقراطية الفكرة القائلة بأن سيطرة الحزب الديكتاتورية ضرورية لمنع الحكومة من الانهيار إلى «دكتاتورية البرجوازية»، وهي ديمقراطية ليبرالية، والتي يُخشى أن تعني السياسيين الذين يتصرفون فيها لمصلحة الطبقة البرجوازية. هذا من شأنه أن يتعارض مع الميثاق الاشتراكي للحزب الشيوعي الصيني.

## الأصول
أفضل استخدام معروف لهذا المصطلح حدث في 30 يونيو 1949، احتفالاً بالذكرى الثامنة والعشرين لتأسيس الحزب الشيوعي الصيني. في خطابه حول الدكتاتورية الديمقراطية الشعبية، شرح الرئيس ماو تسي تونغ أفكاره حول ديكتاتورية الديمقراطية الشعبية، كما قدم بعض الانتقادات للنقد الذي سيوجه لهذه الفكرة.